# Victoria Falls bridge
De Victoria Falls bridge overspant de Zambezirivier, vlak bij de Victoriawatervallen. De brug verbindt de twee Afrikaanse landen Zambia en Zimbabwe. Over de brug loopt een spoorlijn, een autoweg en een voetpad.
De brug werd in 1904 gebouwd onder leiding van de Engelse ingenieur Ralph Freeman, in opdracht van Cecil Rhodes. Hij liet de brug bewust vlak bij de watervallen bouwen zodat de treinpassagiers de nevel konden voelen. 
De brug wordt dagelijks gebruikt om te bungeejumpen.

## Specificaties
- Lengte: 250 meter

Locatie van de brug ten opzichte van de watervallen

- Spanwijdte grootste boog: 156,5 meter
- Hoogte 128 meter